# Іван Стамболич
Іван Стамболич (серб. Иван Стамболић, Ivan Stambolić; нар. 5 листопада 1936 – пом. 25 серпня 2000) — сербський політик, голова Президії (президент) СР Сербії у 1986-1987 роках.
До 1987 року Стамболич був політичним наставником і другом Слободана Мілошевича. У вересні 1987 після пленарної сесії Центрального комітету Союзу комуністів Сербії під тиском Мілошевича на його прихильників Стамболич подав у відставку з посади президента СР Сербії. Відтоді перебував в опозиції до Мілошевича.
На виборах в Югославії 2000 року Стамболич мав виступити кандидатом від об'єднаної опозиції. 25 серпня 2000 року його було викрадено і вбито на Фрушкій горі представниками підрозділу зі спеціальних операцій МВС Югославії. Місце та обставини смерті стали відомими в березні 2003 після вбивства прем'єр-міністра Зорана Джинджича. Обидва вбивства відбулися під керівництвом поліцейського і колишнього парамілітариста Мілорада Улемека. Суд визнав, що вбивство Стамболича замовив Мілошевич. Винних було засуджено до термінів від 15 до 40 років ув'язнення.